# Neuvizy
Neuvizy est une commune française, située dans le département des Ardennes en région Grand Est.

## Géographie

### Localisation
La commune se trouve dans l'aire d'attraction de Charleville-Mézières, dans sa zone d'emploi ainsi que dans le bassin de vie de Rethel.

## Communes limitrophes
Les communes limitrophes sont : Viel-Saint-Remy,  Villers-le-Tourneur, Faissault, Launois-sur-Vence, Jandun.

### Géologie et relief
La superficie de la commune est de 8,62 km2 ; son altitude varie de 171  à   271 mètres.

### Hydrographie

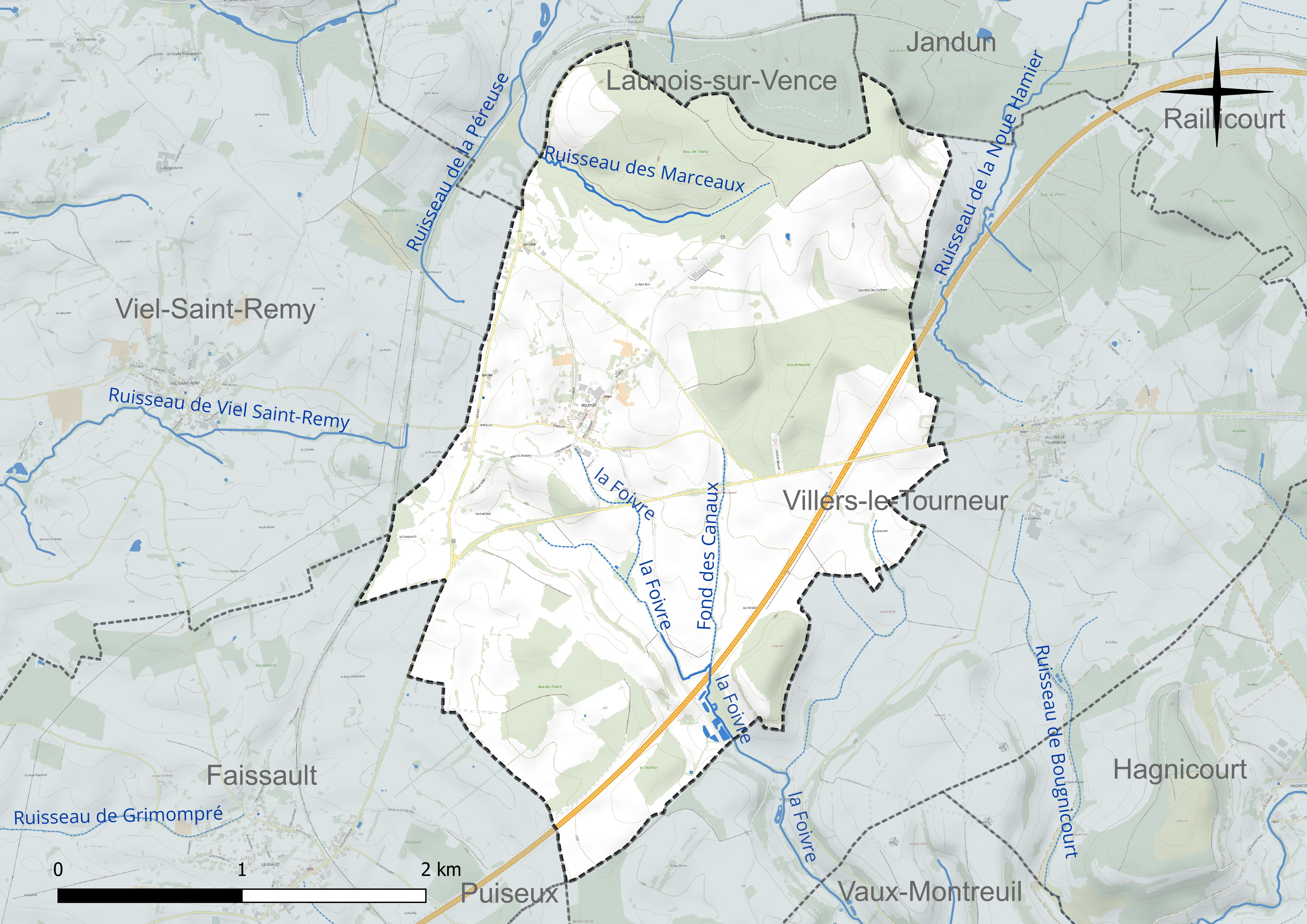
Réseau hydrographique de Neuvizy.

La commune est traversée par la ligne de partage des eaux entre  les bassins hydrographiques Rhin-Meuse et Seine-Normandie. Elle est drainée par la Foivre, le ruisseau des Marceaux, le Fond des Canaux et le Fossé 01 de la commune de Villers-le-Tourneur,.
La Foivre, d'une longueur de 22 km, prend sa source dans la commune, à 204 m d'altitude, et se jette  dans l'Aisne à Givry, à 81 m d'altitude, après avoir traversé dix communes.

### Climat
Pour des articles plus généraux, voir Climat du Grand Est et Climat des Ardennes.
En 2010, le climat de la commune est de type climat des marges montargnardes, selon une étude du Centre national de la recherche scientifique s'appuyant sur une série de données couvrant la période 1971-2000. En 2020, Météo-France publie une typologie des climats de la France métropolitaine dans laquelle la commune est exposée à un climat océanique altéré et est dans la région climatique Nord-est du bassin Parisien, caractérisée par un ensoleillement médiocre, une pluviométrie moyenne régulièrement répartie au cours de l’année et un hiver froid (3 °C).
Pour la période 1971-2000, la température annuelle moyenne est de 9,8 °C, avec une amplitude thermique annuelle de 15,7 °C. Le cumul annuel moyen de précipitations est de 957 mm, avec 13,2 jours de précipitations en janvier et 9,6 jours en juillet. Pour la période 1991-2020, la température moyenne annuelle observée sur la station météorologique de Météo-France la plus proche, « Launois-sur-Vence_sapc », sur la commune de Launois-sur-Vence à 3 km à vol d'oiseau, est de 10,5 °C et le cumul annuel moyen de précipitations est de 889,5 mm. 
La température maximale relevée sur cette station est de 39,4 °C, atteinte le 25 juillet 2019 ; la température minimale est de −12,8 °C, atteinte le 7 février 2012,,.
Les paramètres climatiques de la commune ont été estimés pour le milieu du siècle (2041-2070) selon différents scénarios d'émission de gaz à effet de serre à partir des nouvelles projections climatiques de référence DRIAS-2020. Ils sont consultables sur un site dédié publié par Météo-France en novembre 2022.

## Urbanisme

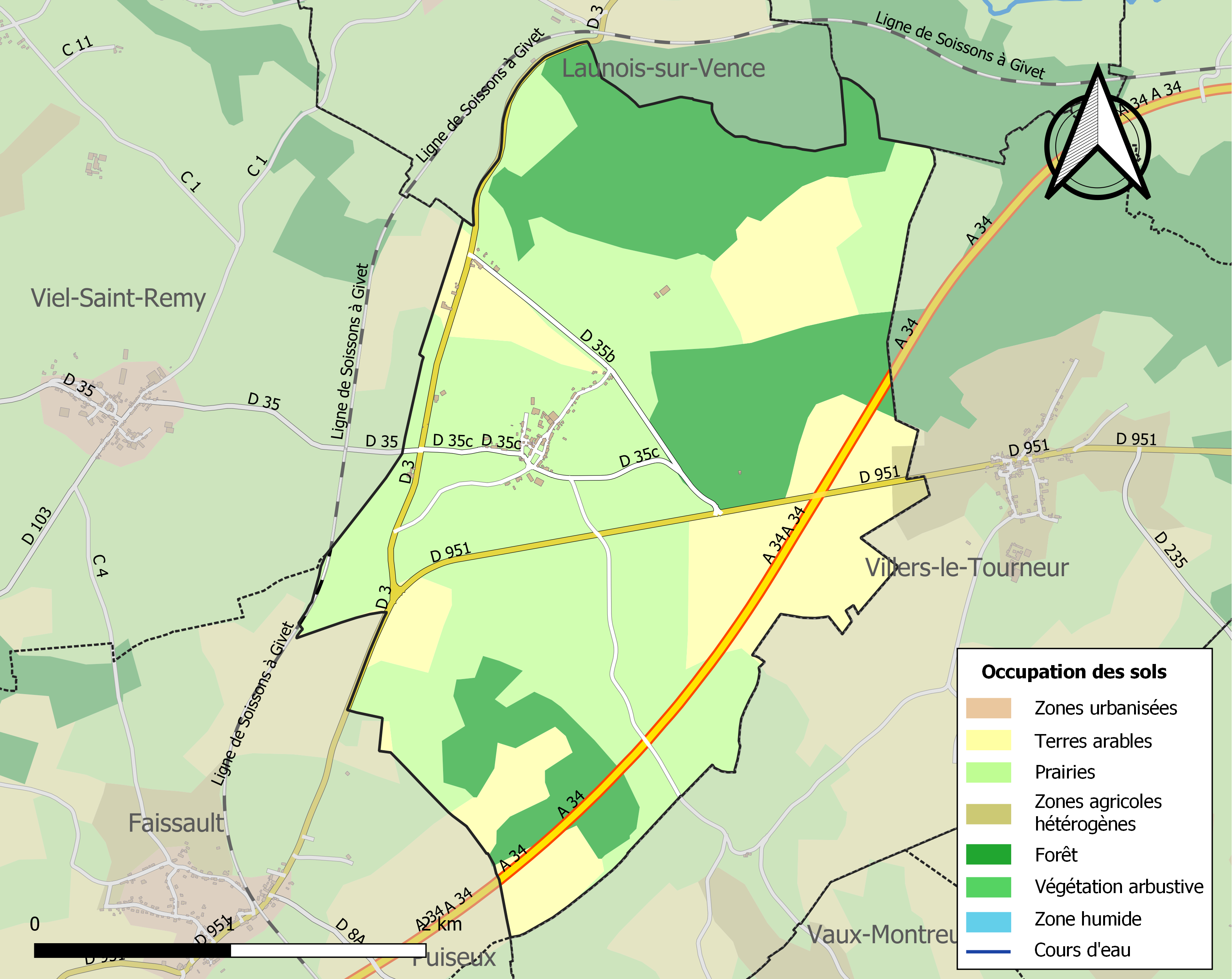
Carte des infrastructures et de l'occupation des sols de la commune en 2018 (CLC).

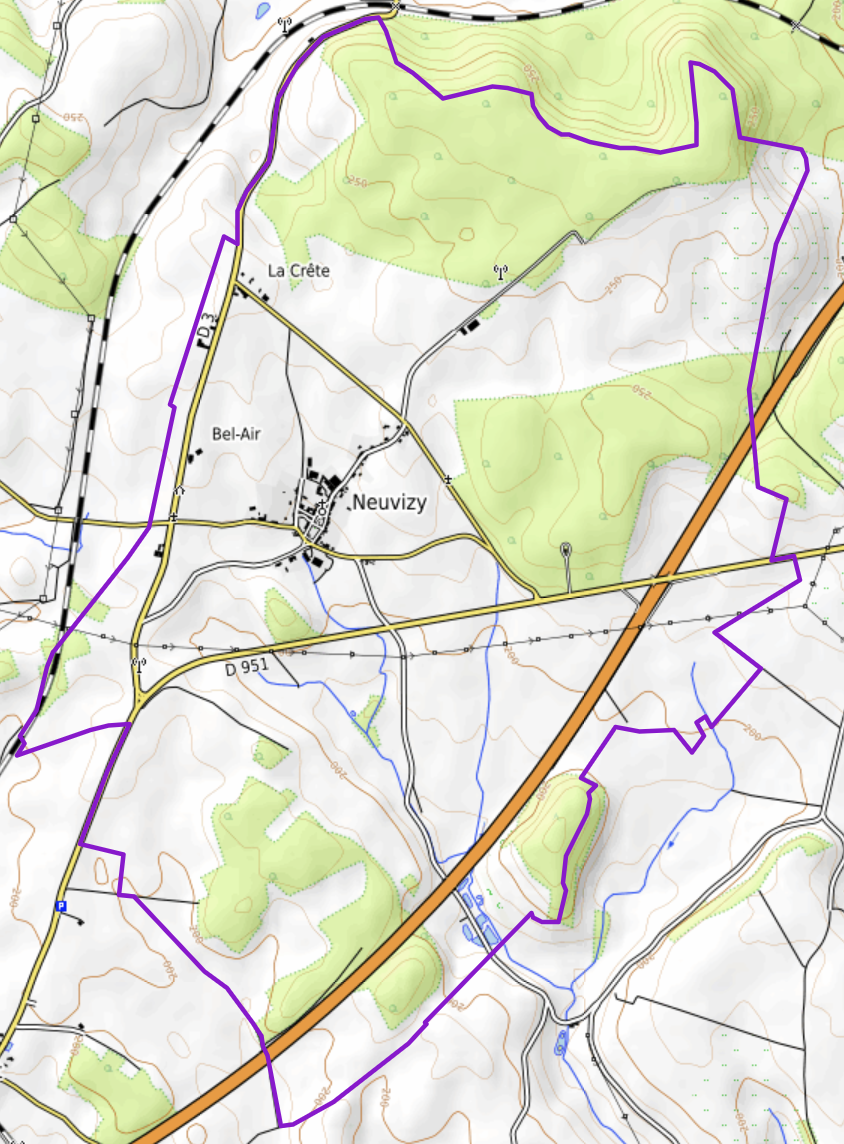
Carte topographique de la commune.

### Typologie
Au 1er janvier 2024, Neuvizy est catégorisée commune rurale à habitat dispersé, selon la nouvelle grille communale de densité à 7 niveaux définie par l'Insee en 2022.
Elle est située hors unité urbaine. Par ailleurs la commune fait partie de l'aire d'attraction de Charleville-Mézières, dont elle est une commune de la couronne,. Cette aire, qui regroupe 132 communes, est catégorisée dans les aires de 50 000 à moins de 200 000 habitants,.

### Occupation des sols
L'occupation des sols de la commune, telle qu'elle ressort de la base de données européenne d’occupation biophysique des sols Corine Land Cover (CLC), est marquée par l'importance des territoires agricoles (73,4 % en 2018), une proportion identique à celle de 1990 (73,4 %). La répartition détaillée en 2018 est la suivante : 
prairies (49,4 %), forêts (26,6 %), terres arables (23,6 %), zones agricoles hétérogènes (0,4 %).
L'évolution de l’occupation des sols de la commune et de ses infrastructures peut être observée sur les différentes représentations cartographiques du territoire : la carte de Cassini (XVIIIe siècle), la carte d'état-major (1820-1866) et les cartes ou photos aériennes de l'IGN pour la période actuelle (1950 à aujourd'hui).

### Lieux-dits, hameaux et écarts
Au nord du village : fermes de la Crête.

### Habitat et logement
En 2021, le nombre total de logements dans la commune était de 61, alors qu'il était de 62 en 2016 et de 58 en 2011.
Parmi ces logements, 76,8 % étaient des résidences principales, 1,7 % des résidences secondaires et 21,5 % des logements vacants. Ces logements étaient pour 88,7 % d'entre eux des maisons individuelles et pour 8 % des appartements.
Le tableau ci-dessous présente la typologie des logements à Neuvizy en 2021 en comparaison avec celle des Ardennes et de la France entière. Une caractéristique marquante du parc de logements est ainsi la faible proportion des résidences secondaires et logements occasionnels (1,7 %) par rapport au département (3,7 %) et à la France entière (9,7 %).
| Typologie                                               | Neuvizy | Ardennes | France entière |
| ------------------------------------------------------- | ------- | -------- | -------------- |
| Résidences principales (en %)                           | 76,8    | 84,7     | 82,2           |
| Résidences secondaires et logements occasionnels (en %) | 1,7     | 3,7      | 9,7            |
| Logements vacants (en %)                                | 21,5    | 11,6     | 8,1            |

### Voies de communication et transports
Le village est situé non loin de la route D 951 venant de Faissault (au sud) pour aller à Villers-le-Tourneur (au nord-est) et de la route D 3 partant de la route D 951 pour aller à Launois-sur-Vence au nord.
Le village est traversé par la route D 35C venant de Viel-Saint-Remy à l'ouest pour aller rejoindre la D 951 non loin du chemin Marial à l'est.
L'autoroute A34, accessible à Woinic traverse l'est du territoire communal.
La ligne de Soissons à Givet tangente par l'ouest le territoire communal, mais les stations de chemin de fer les plus proches sont les gare d'Amagne - Lucquy et de Poix-Terron desservies par des trains TER Grand Est, qui effectuent des missions entre les gares de Reims et de Sedan, en passant par Charleville-Mézières.

## Toponymie

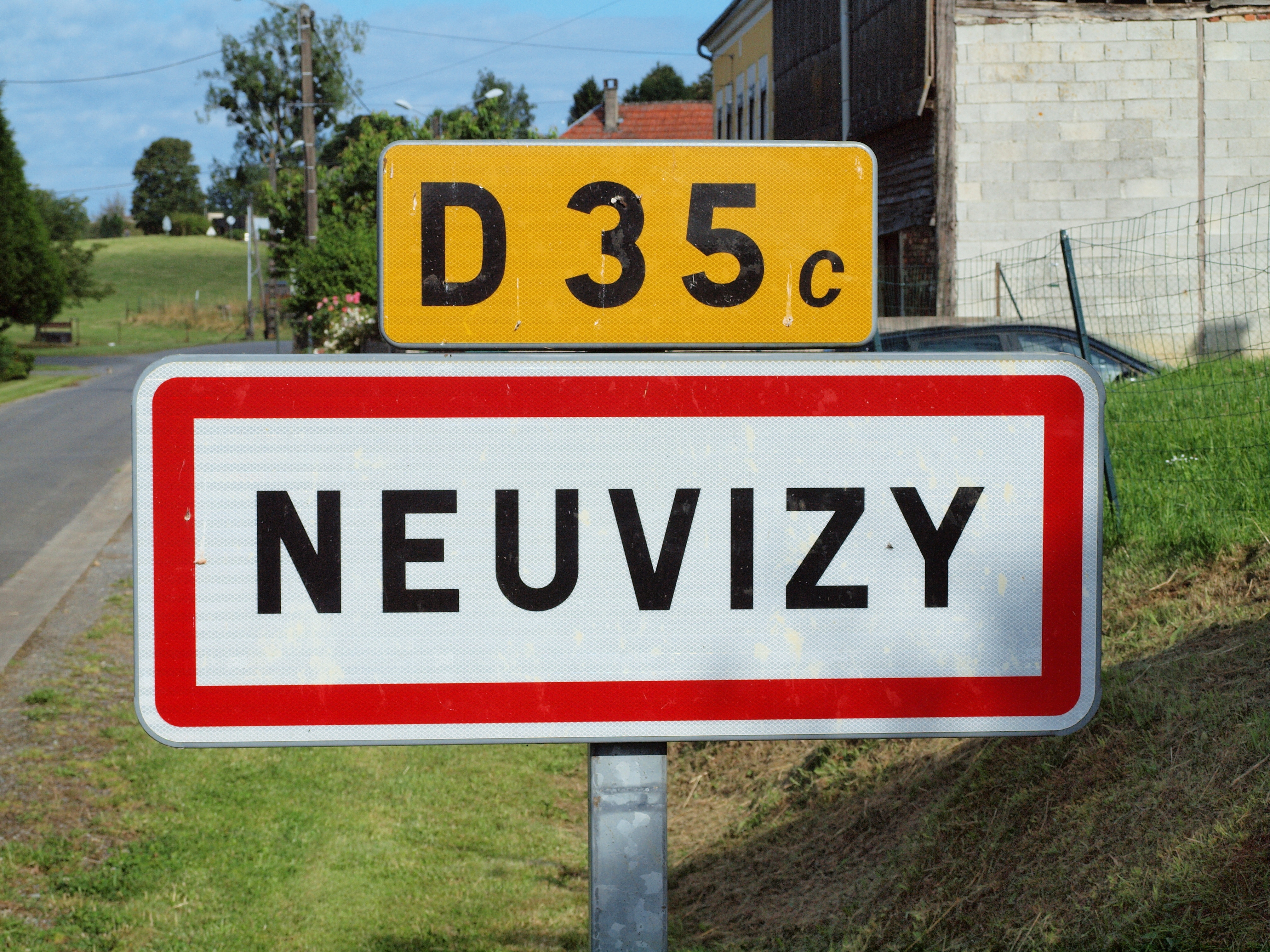

## Politique et administration

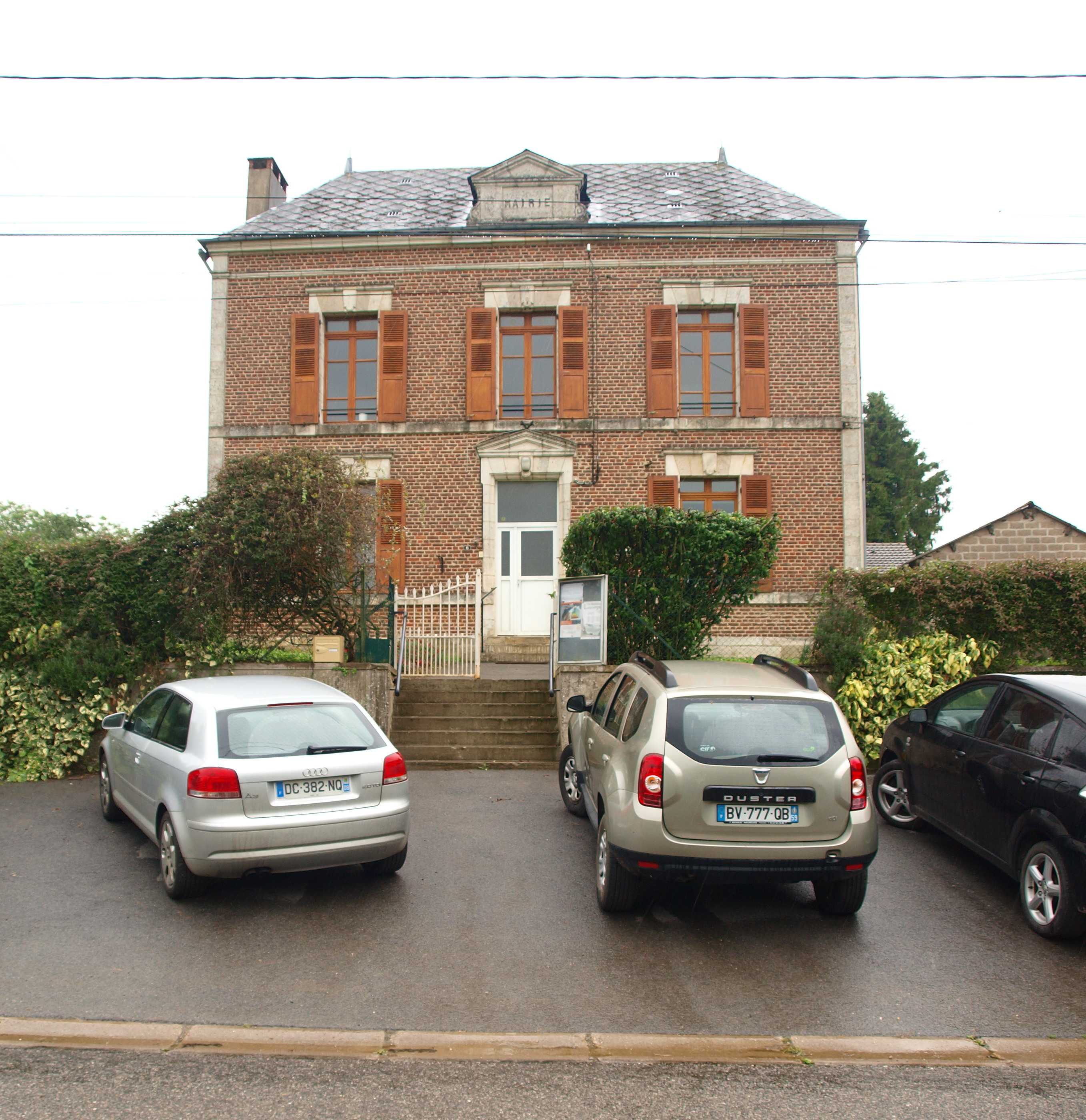
La mairie.

### Rattachements administratifs et électoraux

#### Rattachements administratifs
La commune se trouve dans l'arrondissement de Rethel du département des Ardennes.
Elle faisait partie depuis 1793 du canton de Novion-Porcien. Dans le cadre du redécoupage cantonal de 2014 en France, cette circonscription administrative territoriale a disparu, et le canton n'est plus qu'une circonscription électorale.

#### Rattachements électoraux
Pour les élections départementales, la commune fait partie depuis 2014 du canton de Signy-l'Abbaye.
Pour l'élection des députés, elle fait partie de la première circonscription des Ardennes.

### Intercommunalité
Neuvizy est membre de la communauté de communes des Crêtes Préardennaises, un établissement public de coopération intercommunale (EPCI) à fiscalité propre créé en 2001 et auquel la commune avait transféré un certain nombre de ses compétences, dans les conditions déterminées par le code général des collectivités territoriales.

### Liste des maires
| Période                                  | Période                        | Identité           | Étiquette | Qualité                                                   |
| ---------------------------------------- | ------------------------------ | ------------------ | --------- | --------------------------------------------------------- |
| Les données manquantes sont à compléter. |                                |                    |           |                                                           |
|                                          |                                |                    |           |                                                           |
| octobre 1997                             | mars 2014                      | Christian Boge     |           | Retraité de l'éducation nationale.                        |
| mars 2014                                | 2023                           | Michel Paquet      |           | Ancien cadre                                              |
| février 2023                             | En cours (au 30 novembre 2023) | Stéphane Undreiner |           | Employé civil ou agent de service de la fonction publique |

## Population et société

### Démographie
L'évolution du nombre d'habitants est connue à travers les recensements de la population effectués dans la commune depuis 1793. Pour les communes de moins de 10 000 habitants, une enquête de recensement portant sur toute la population est réalisée tous les cinq ans, les populations de référence des années intermédiaires étant quant à elles estimées par interpolation ou extrapolation. Pour la commune, le premier recensement exhaustif entrant dans le cadre du nouveau dispositif a été réalisé en 2008.

En 2022, la commune comptait 119 habitants, en évolution de −0,83 % par rapport à 2016 (Ardennes : −2,97 %, France hors Mayotte : +2,11 %).
| 1793 | 1800 | 1806 | 1821 | 1831 | 1836 | 1841 | 1846 | 1851 |
| ---- | ---- | ---- | ---- | ---- | ---- | ---- | ---- | ---- |
| 225  | 254  | 264  | 286  | 307  | 310  | 295  | 312  | 280  |

| 1866 | 1872 | 1876 | 1881 | 1886 | 1891 | 1896 | 1901 | 1906 |
| ---- | ---- | ---- | ---- | ---- | ---- | ---- | ---- | ---- |
| 247  | 301  | 216  | 219  | 236  | 247  | 216  | 187  | 207  |

| 1911 | 1921 | 1926 | 1931 | 1936 | 1946 | 1954 | 1962 | 1968 |
| ---- | ---- | ---- | ---- | ---- | ---- | ---- | ---- | ---- |
| 184  | 129  | 155  | 179  | 162  | 113  | 144  | 148  | 134  |

| 1975 | 1982 | 1990 | 1999 | 2006 | 2008 | 2013 | 2018 | 2022 |
| ---- | ---- | ---- | ---- | ---- | ---- | ---- | ---- | ---- |
| 122  | 100  | 118  | 116  | 110  | 108  | 121  | 115  | 119  |

## Culture locale et patrimoine

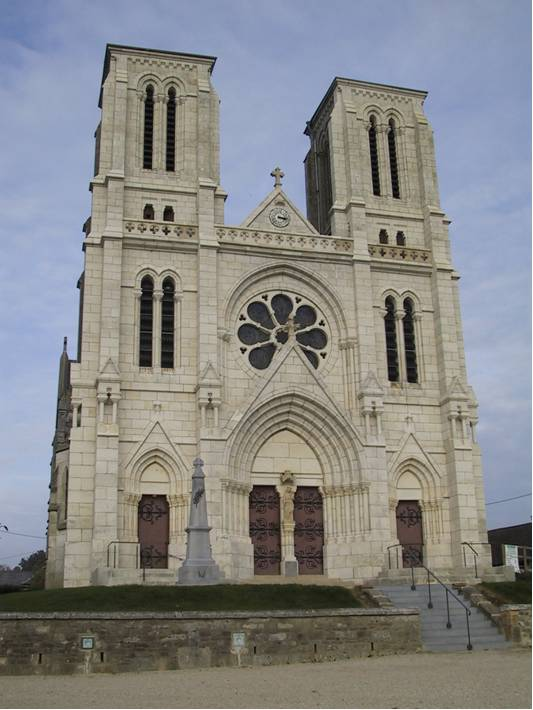
Vue générale de Notre-Dame-de-Bon-Secours de Neuvisy.

### Lieux et monuments
- Basilique Notre-Dame-de-Bon-Secours de Neuvizy, inspirée de la Cathédrale Notre-Dame de Paris, construite à l'initiative de l'abbé Valentin, prêtre à Neuvizy de 1864 à 1876 sur les plans de l’architecte Jean-Baptiste Coutys de Sedan[22].
Une maison du pèlerin existe à côté de l'église, dotée d'une petite boutique contenant des souvenirs religieux.

### Pèlerinage
Le chemin marial de Neuvizy est situé au cœur du bois où a eu lieu au XVIIIe siècle, l'apparition d'une statuette de la Vierge Marie auprès de huit enfants (quatre filles et quatre garçons) ayant pour noms : Antoine Leclère, âgé de 14 ans, Pierre Pasquier, âgé de 14 ans, Jean-Nicolas Debossus, âgé de 14 ans, Charles Piot, âgé de 12 ans, Jeanne-Marguerite Prévoteau, âgée de 15 ans, Jeanne-Louise Lapierre, âgée de 13 ans, Marie-Poucette Leroux, âgée de 14 ans et Élisabeth Leroux, âgée de 10 ans. 
Ce chemin d'une longueur d'environ 600 mètres inauguré par Mgr Defois est orné depuis 2002 de cinq sculptures en verre organique réalisées par l'artiste rémoise Florence Enders évoquant les mystères glorieux du rosaire (la Résurrection, l’Ascension, la Pentecôte, l’Assomption, le Couronnement de Marie) et conduit le pèlerin au monument commémoratif de cette venue qui représente les huit enfants agenouillés priant au pied de la statue de la Vierge et de l'enfant Jésus. Il a été élevé en 1931, béni le 1er mai 1932 et consacré par le cardinal Emmanuel Suhard en 1936,.
Un pèlerinage y est organisé en mai et tous les 15 août. Ce qui a permis à Neuvizy d'avoir comme surnom Le Lourdes Ardennais.

### Personnalités liées à la commune
- Étienne Drumel (1844-1897), juriste et homme politique français, y est mort.
- Octave de Bouville, peintre du XXe siècle ayant vécu à Montmartre, est né à Neuvizy. Il est répertorié dans des ouvrages de référence comme le dictionnaire Bénézit[26] et le Dictionnaire des peintres à Montmartre (Editions André Roussard, 1999). Il a exposé à Paris au Salon des indépendants à partir de 1925 et on lui doit des natures mortes, mais plus encore des paysages, certains ardennais comme des vues de la Meuse, des fermes fortifiées, des rues de villages et des forêts.
- Hubert de La Fontaine, seigneur de Belestre, Neuvizy et autres lieux épouse en 1535 Nicole de La Mocque, Baron, chevalier de la Sainte Ampoule présent en 1559 au sacre du roi François II[27], ainsi que son petit-fils Raoul présent au sacre du roi Louis XIII en octobre 1610. Les terres et seigneuries de Belestre et Neuvizy relevaient en effet de l'abbaye de Saint-Remi, basilique Saint-Remi à Reims. (armorial d'Hozier)

## Pour approfondir